# Резолюція Ванденберга
Резолюція Ванденберга — резолюція Сенату США з порядковим номером 239, прийнята 11 червня 1948 року, запропонована і названа на честь сенатора Артура Г. Ванденберга. Конституція США, прийнята ще у 1787 році, позбавляла уряд можливості укладати військові союзи з іноземними державами, прийнята резолюція покладала кінець ізоляціонізму США у міжнародній політиці.
У документі проголошувалися деякі основні принципи американської зовнішньої політики і, зокрема, як мета для президента намічалося «приєднання Сполучених Штатів, за допомогою конституційної процедури, до тих регіональним і колективним угодам, які базувалися б на постійному і дієвому прагненні до самозахисту і до взаємодопомоги і зачіпали б інтереси національної безпеки Сполучених Штатів». Резолюція надавала дозвіл уряду США укладати в мирні часи договори про союзи з державами за межами Американського континенту. Ця резолюція означала офіційну відмову Вашингтона від практики неприєднання до військово-політичних об’єднань за межами західної півкулі в мирний час. Прийняття цієї резолюції дало змогу США безпосередньо очолити процес створення військово-політичних блоків у всьому світі, і насамперед в Європі. 